# Llista de municipis de Múrcia

Mapa municipal de la Regió de Múrcia

La Regió de Múrcia és una comunitat autònoma uniprovincial, constituïda a l'empara de la Constitució Espanyola de 1978, i té 45 municipis.
| Nom                                           | Capital                   | Pob. (2006) | Extensió (km²) | Densitat (2006) |
| --------------------------------------------- | ------------------------- | ----------- | -------------- | --------------- |
| Abarán                                        | Abarán                    | 12919       | 114.94         | 112.39          |
| Águilas                                       | Águilas                   | 32450       | 251.77         | 128.88          |
| Albudeite                                     | Albudeite                 | 1402        | 17.02          | 82.37           |
| Alcantarilla                                  | Alcantarilla              | 38584       | 16.24          | 2375.86         |
| Alcázares, Los                                | Alcázares, Los            | 13355       | 19.82          | 673.81          |
| Aledo                                         | Aledo                     | 1405        | 49.74          | 28.24           |
| Alguazas                                      | Alguazas                  | 8177        | 23.74          | 344.43          |
| Alhama de Múrcia                              | Alhama de Múrcia          | 18779       | 311.55         | 60.27           |
| Archena                                       | Archena                   | 16707       | 16.40          | 1018.71         |
| Beniel                                        | Beniel                    | 10085       | 10.06          | 1002.48         |
| Blanca                                        | Blanca                    | 6103        | 87.32          | 69.89           |
| Bullas                                        | Bullas                    | 11852       | 82.17          | 144.23          |
| Calasparra                                    | Calasparra                | 9969        | 184.90         | 53.91           |
| Campos del Río                                | Campos del Río            | 2132        | 47.29          | 45.08           |
| Caravaca de la Cruz                           | Caravaca de la Cruz       | 25257       | 858.76         | 29.41           |
| Cartagena                                     | Cartagena                 | 208609      | 558.08         | 373.79          |
| Cehegín                                       | Cehegín                   | 15553       | 299.29         | 51.96           |
| Ceutí                                         | Ceutí                     | 8910        | 10.25          | 869.26          |
| Cieza                                         | Cieza                     | 34735       | 367.02         | 94.64           |
| Favanella (Abanilla)                          | Favanella                 | 6333        | 235.62         | 26.8            |
| Fortuna                                       | Fortuna                   | 8665        | 149.33         | 58.02           |
| Fuente Álamo de Múrcia                        | Fuente Álamo de Múrcia    | 14261       | 273.53         | 52.13           |
| Iecla (Yecla)                                 | Iecla                     | 33964       | 605.64         | 56.07           |
| Jumella (Jumilla)                             | Jumella                   | 24124       | 969.00         | 24.89           |
| Librilla                                      | Librilla                  | 4243        | 56.50          | 75.09           |
| Llorca (Lorca)                                | Llorca                    | 89936       | 1675.21        | 53.68           |
| Lorquí                                        | Lorquí                    | 6493        | 15.75          | 412.25          |
| Massarró (Mazarrón)                           | Massarró                  | 30841       | 318.87         | 96.71           |
| Molina de Segura                              | Molina de Segura          | 57431       | 169.50         | 338.82          |
| Moratalla                                     | Moratalla                 | 8414        | 954.82         | 8.81            |
| Mula                                          | Mula                      | 16283       | 634.06         | 25.68           |
| Múrcia (Murcia)                               | Múrcia                    | 416996      | 885.96         | 470.67          |
| Oxós (Ojós)                                   | Oxós                      | 559         | 45.28          | 12.34           |
| Pliego                                        | Pliego                    | 3713        | 29.43          | 126.16          |
| Puerto Lumbreras                              | Puerto Lumbreras          | 12881       | 144.81         | 88.95           |
| Ricote                                        | Ricote                    | 1527        | 86.67          | 17.61           |
| San Javier                                    | San Javier                | 27622       | 75.10          | 367.80          |
| Sant Pere del Pinatar (San Pedro del Pinatar) | San Pedro del Pinatar     | 21234       | 22.32          | 951.34          |
| Santomera                                     | Santomera                 | 13919       | 44.20          | 314.90          |
| Torre-Pacheco                                 | Torre-Pacheco             | 28152       | 189.40         | 148.63          |
| Torres de Cotillas, Las                       | Torres de Cotillas, Las   | 18842       | 38.78          | 485.86          |
| Totana                                        | Totana                    | 28360       | 288.93         | 98.15           |
| Ulea                                          | Ulea                      | 955         | 40.04          | 23.85           |
| Unión, La                                     | Unión, La                 | 16082       | 24.79          | 648.72          |
| Villanueva del Río Segura                     | Villanueva del Río Segura | 1853        | 13.18          | 140.59          |